# 戰國無雙
《战国无双》是由Omega Force開發，光榮發行的動作遊戲，2004年2月11日於PS2平台首發。以真田幸村為首，玩家可操作多名日本戰國時代登場的武將進行遊戲。本作最大的特點是遊戲分為野戰與攻城戰，能夠有更多樣化的遊戲體驗。由於商業上的成功，自本作發展出了《戰國無雙系列》。

## 發展历史
《戰國無雙》一開始只純屬真·三國無雙系列的遊戲模組，在2003年度E3遊戲展公佈後大受好評和歡迎，繼而開發出與原基礎《真·三國無雙3》不同的系統和玩法，後於2004年2月11日作為新作遊戲推出，並發展成一個遊戲系列。

## 登場角色
| 人物名稱     | 配音（CV） | 備註                                              |
| 真田幸村     | 草尾毅     |                                                   |
| 前田慶次     | 上田祐司   |                                                   |
| 織田信長     | 小杉十郎太 |                                                   |
| 明智光秀     | 綠川光     |                                                   |
| 石川五右衛門 | 江川央生   |                                                   |
| 上杉謙信     | 中田讓治   |                                                   |
| 阿市         | 前田愛     |                                                   |
| 阿國         | 山崎和佳奈 |                                                   |
| 女忍者       | 永島由子   | 遊戲原創角色                                      |
| 雜賀孫市     | 磯部弘     |                                                   |
| 武田信玄     | 鄉里大輔   |                                                   |
| 伊達政宗     | 檜山修之   |                                                   |
| 濃姬         | 鈴木麻里子 |                                                   |
| 服部半藏     | 黑田崇矢   |                                                   |
| 森蘭丸       | 進藤尚美   |                                                   |
| 羽柴秀吉     | 戶北宗寬   | 1代為不可使用角色，猛將傳、激戰國無雙等改為可使用 |
| 今川義元     | 河內孝博   | 1代為不可使用角色，猛將傳、激戰國無雙等改為可使用 |
| 本多忠勝     | 大塚明夫   | 猛將傳新增角色                                    |
| 稻姬         | 大本真基子 | 猛將傳新增角色                                    |
| 德川家康     | 中田讓治   | 不可使用角色                                      |
| 淺井長政     | 笹田貴之   | 不可使用角色                                      |
| 本願寺顯如   | 檜山修之   | 不可使用角色                                      |

- 旁白：磯部弘
- 新武將（男）：綠川光
- 新武將（女）：前田愛
- 於1代中的無限城或1猛的練武館中達成特定條件，真·三國無雙3的呂布會以特殊敵武將的形式登場。

## CG影片中重要NPC
| 人物名稱   | 登場故事     |
| 片倉小十郎 | 伊達政宗之章 |
| 齋藤道三   | 濃姬之章     |

## 音樂情報
主題曲
『Be the one』
作詞:加藤健/Stephen A.Kipner/David Frank/Nate Butler
作曲:Stephen A.Kipner Music/Griff Griff Music/Faith Force Music/prime direction. Inc
演唱:BoA

## 主要作品
- 戰國無雙（PS2）2004年2月11日發售 ；(Xbox)2004年7月29日發售
- 戰國無雙 猛將傳（PS2）2004年9月16日發售

## 延伸作品
- 激‧戰國無雙（PSP）2005年12月8日發售

## 外傳作品
本系列作品由山佐承製。
- 柏青哥戰國無雙（PS3）2007年9月發售
- 柏青哥戰國無雙 猛將傳（大型機台）2010年11月上市

## 外部連結

### 系列作品
- 戰國無雙日文官方網站 （页面存档备份，存于）
- 戰國無雙繁體中文官方網站
- 戰國無雙猛將傳日文官方網站 （页面存档备份，存于）
- 戰國無雙猛將傳繁體中文官方網站
- 激·戰國無雙日文官方網站 （页面存档备份，存于）
- 激·戰國無雙繁體中文官方網站 （页面存档备份，存于）

### 外傳作品
- 柏青哥戰國無雙日文官方網站
- 柏青哥戰國無雙猛將傳日文情報網站 （页面存档备份，存于）